# Kooigem
Kooigem é uma vila e deelgemeente belga pertencente ao município de Courtrai, província de Flandres Ocidental. Em 2006, tinha 796 habitantes e uma superfície de 4,79 km².

Situação de Kooigem, no município de Courtrai e na Bélgica.